# LXI edició dels Premis Ariel
La LXI edició dels Premis Ariel, organitzada per l'Academia Mexicana de Artes y Ciencias Cinematográficas (AMACC), es va celebrar el 24 de juny de 2019 en la Cineteca Nacional de la Ciutat de Mèxic. El 23 d'abril es va donar a conèixer la llista de nominats per les actrius Fernanda Castillo i Verónica Toussaint.
En aquesta cerimònia es van lliurar premis en 25 categories, on les categories de Millor actor de repartiment i Millor actriu de repartiment s'han eliminat novament. D'altra banda les categories de Millor revelació masculina i Millor revelació femenina van ser fusionades per a deixar només la categoria de Millor revelació actoral.
En la cerimònia es va reconèixer amb l'Ariel d'Or a l'actor Héctor Bonilla, la guionista Paz Alicia Garciadiego i el sonidista Nerio Barberis.
Per a aquesta cerimònia, es van inscriure un total de 144 treballs: 66 llargmetratges entre animació, documental i ficció; 64 curtmetratges; i 14 pel·lícules iberoamericanes.

## Premis i nominacions múltiples
| Película                          | Nominaciones | Premios |
| --------------------------------- | ------------ | ------- |
| Roma                              | 15           | 10      |
| Las niñas bien                    | 14           | 4       |
| Museo                             | 14           | 1       |
| La camarista                      | 10           | 1       |
| De la infancia                    | 7            | 2       |
| Bayoneta                          | 6            | 0       |
| Nuestro tiempo                    | 5            | 0       |
| Ana y Bruno                       | 3            | 1       |
| Hasta los dientes                 | 3            | 1       |
| El día de la unión                | 3            | 0       |
| Mente revólver                    | 2            | 0       |
| Cría puercos                      | 2            | 0       |
| Los días más oscuros de nosotras  | 2            | 0       |
| Witkin y Witkin                   | 2            | 0       |
| Ayotzinapa, el paso de la tortuga | 2            | 0       |
| Ocho de cada diez                 | 1            | 1       |
| El club de los insomnes           | 1            | 0       |
| Restos de viento                  | 1            | 0       |
| Cygnus                            | 1            | 0       |
| El habitante                      | 1            | 0       |
| La gran promesa                   | 1            | 0       |

## Premis i nominats
Nota: Els guanyadors estan llistats primer i destacats en negreta. ⭐
| Millor pel·lícula - ⭐ Roma - Espectáculos fílmicos El Coyúl - La camarista - FOPROCINE, Bambú audiovisual, La Panda & Bbbilly - Las niñas bien - Woo Films (Esteban Corp) - Museo - Panaroma Global, Youtube Originals, Detalle Films, Ring Cine, Distant Horizon - Nuestro tiempo - Mantarraya Producciones, No Dream Cinema                         | Millor direcció - ⭐ Alfonso Cuarón per Roma - Lila Avilés per La camarista - Alejandra Márquez Abella per Las niñas bien - Alonso Ruizpalacios per Museo - Carlos Reygadas per Nuestro tiempo                                                           |
| Millor actor - ⭐ 'Noé Hernández per Ocho de cada diez - Luis Gerardo Méndez per Bayoneta - Damián Alcázar per De la infancia - Baltimore Beltrán per Mente revólver - Gael García Bernal per Museo | Millor actriu - ⭐ Ilse Salas per Las niñas bien - Concepción Márquez per Cría puercos - Gabriela Cartol per La camarista - Sophie Alexander-Katz per Los días más oscuros de nosotras - Yalitza Aparicio per Roma                                       |
| Millor coactuació masculina - ⭐ Leonardo Ortizgris per Museo - Ernesto Gómez Cruz per De la infancia - Flavio Medina per Las niñas bien - Hoze Meléndez per Mente revólver - Jorge Antonio Guerrero per Roma | Millor coactuació femenina - ⭐ Marina de Tavira per Roma - Cassandra Ciangherotti per El club de los insomnes - Teresa Sánchez per La camarista - Cassandra Ciangherotti per Las niñas bien - Paulina Gaitán per Las niñas bien                         |
| Millor revelació actoral - ⭐ Benny Emmanuel per De la infancia - Agustina Quinci per La camarista - Alan Uribe per La camarista - Bernardo Velasco per Museo - Nancy García per Roma | Millor pel·lícula d’animació - ⭐ Ana y Bruno dir. Carlos Carrera - El ángel en el reloj dir. Miguel Ángel Uriegas - La leyenda del Charro Negro dir. Alberto "Chino" Rodríguez - Ahí viene cascarrabias dir. Andrés Couturier                           |
| Millor argument original - ⭐ Alfonso Cuarón per Roma - Lila Avilés, Juan Márquez per La camarista - Alejandra Márquez Abella per Las niñas bien - Alonso Ruizpalacios, Manuel Alcalá per Museo - Carlos Reygadas per Nuestro tiempo | Millor guió adaptat - ⭐ Silvia Pasternac, Carlos Carrera, Fernando Javier León Rodríguez per De la infancia - Carlos Carrera, Flavio González Mello per Ana y Bruno                                                                                     |
| Millor fotografia - ⭐ Alfonso Cuarón per Roma - Carlos F. Rossini per La camarista - Dariela Ludlow per Las niñas bien - Damián García per Museo - Diego García per Nuestro tiempo | Millor edició - ⭐ Alfonso Cuarón, Adam Gough per Roma - Pedro G. García per Hasta los dientes - Omar Guzmán per La camarista - Miguel Schverdfinger per Las niñas bien - Yibrán Asuad per Museo                                                         |
| Millor disseny artístic - ⭐ Eugenio Caballero, Bárbara Enríquez, Oscar Tello, Gabriel Cortés per Roma - Salvador Parra per De la infancia - Claudio Ramírez Castelli per Las niñas bien - Sandra Cabriada per Museo - Alisarine Ducolomb per Restos de viento                                                                                         | Millor banda sonora - ⭐ Tomás Barreiro per Las niñas bien - Víctor Hernández Stumpfhauser per Ana y Bruno - Topias Tiheasalo per Bayoneta - Tomás Barreiro per Museo - Jacobo Lieberman per Witkin y Witkin                                             |
| Millor so - ⭐ Jorge Antonio García, Sergio Díaz, Skip Lievsay, Craig Henigham per Roma - Alejandro de Icaza per Bayoneta - Alejandro de Icaza, Anuar Yahya per Las niñas bien - Javier Umpierrez, Isabel Muñoz Cota, Jaime Baksht, Michelle Couttolencper Museo - Raúl Locatelli, Carlos Cortés, Jaime Baksht, Michelle Couttolenc per Nuestro tiempo | Millor vestuari - ⭐ María Annai Ramos Maza per Las niñas bien - Anna Terrazas per Bayoneta - Mariestela Fernández per De la infancia - Malena de la Riva per Museo - Anna Terrazas per Roma                                                             |
| Millor maquillatge - ⭐ Pedro Guijarro Hidalgo per Las niñas bien - Adam Zoller per Bayoneta - Roberto Ortiz per El día de la unión - Itzel Peña García per Museo - Anton Garfias per Roma | Millors efectes visuals - ⭐ Sheldon Stopsack, David Griffiths per Roma - Raúl Prado per Bayoneta - Charlie Iturriaga, Cynthia Navarro per De la infancia - Marco Rodríguez per El día de la unión - Adriana Benítez per Museo                           |
| Millors efectes especials - ⭐ Alejandro Vázquez per Roma - Yoshiro Hernández per Cygnus - Ricardo Arvizu per El día de la unión - Luis Eduardo Ambriz per El habitante - Roberto Flores per La gran promesa | Millor opera prima - ⭐ La camarista per Lila Avilés - Cría puercos per Ehécatl Garage - Hasta los dientes per Alberto Arnaut - Los días más oscuros de nosotras per Astrid Rondero Martínez - Ayotzinapa, el paso de la tortuga per Enríque García Meza |
| Millor pel·lícula iberoamericana - ⭐ Pájaros de verano per Ciro Guerra i Cristina Gallego () - Campeones per Javier Fesser () - El Ángel per Luis Ortega () - La noche de 12 años per Álvaro Brechner () - Las herederas per Marcelo Martinessi () | Millor llargmetratge documental - ⭐ Hasta los dientes per Alberto Arnaut - Ayotzinapa, el paso de la tortuga per Enrique García Meza - Rita, el documental per Arturo Díaz Santana - Rush Hour per Luciana Kaplan - Witkin y Witkin per Trisha Ziff     |
| Millor curtmetratge de ficció - ⭐ Arcángel per Ángeles Cruz - B-167-980-098 per Santiago Arriaga, Mariana Arriaga - El aire delgado per Pablo Giles - El último romántico per Natalia García Agraz - Velvet per Paula Hopf - Videotape per Sandra Reynoso Estrada                                                                                     | Millor curtmetratge d'animació - ⭐ Viva el rey per Luis Téllez - ¿Justicia? per Brandon Axel López - 32-Rbit per Víctor Orozco Ramírez - Gina per David Alejandro Heras - Primos per Federico Gutiérrez Obeso                                           |
| Millor curtmetratge documental - ⭐ La muñeca tetona per Diego Enrique Osorno, Alexandro Aldrete - Artemio per Sandra Luz López - Juan Perros per Rodrigo Ímaz - Relato familiar per Sumie García - Tecuani, hombre jaguar per Isis Alejandra Ahumada, Nelson Omar Aldape                                                                              | Ariel d'or - Héctor Bonilla ⭐ - Paz Alicia Garciadiego ⭐ - Nerio Barberis ⭐ |